# Jochem Hamerling
Jochem Hamerling (Utrecht, 17 maart 1986) is een Nederlands dj, producer en radiomaker. 
Sinds september 2013 is hij te horen bij de radiozender SLAM!. Hier maakte hij onder Andere de programma's: SLAM! Mixmarathon, SLAM!Mixmarathon Chart, Exoplanets, La Guardería en The Boom Room. Deze shows zijn ook te beluisteren als podcast via SoundCloud. Op Radio 538 maakt hij het programma 538 Dance Department samen met Armin van Buuren.
Op 17-jarige leeftijd vertrok hij naar Chicago, Verenigde Staten, om daar zijn middelbare school af te ronden. Het was in deze bruisende stad, waar housemuziek in de clubs groot was, dat hij zich liet inspireren door iconen als Derrick Carter en Paul Johnson. Hier ontstond zijn passie voor elektronische dansmuziek.
Na zijn terugkeer naar Nederland investeerde hij in een professionele studio om zijn eigen muziek te produceren. Al snel kwamen zijn tracks uit op grote labels en kreeg hij steun van bekende artiesten zoals Hernán Cattáneo, Marco Carola en Armin van Buuren.
Jochem Hamerling is getekend op diverse platenlabels waaronder:
Armada Music, Days Like Nights, A State Of Trance
In 2021 is hij met The Boom Room genomineerd voor een Gouden Radioring 2020.